# پلاژیونیت
پلاژیونیت  (به انگلیسی: Plagionite) با فرمول شیمیایی Pb5 Sb8 S17 از مجموعه کانی هاست و با آب تمیز می‌شود- کانیهای مشابه آن سمسیئیت، جمسونیت، بولانژریت که از نظر عکس العمل‌های شیمیایی از یکدیگر قابل تفکیک‌اند. از کلمه یونانی Plagios به معنای مایل گرفته شده‌است. درشعله ذوب می‌شود - در اسیدکلریدریک گرم محلول است DDD با آب تمیز می‌شود. Pb:۴۰٫۷۵٪  Sb:۳۷٫۷۸٪  S:۲۱٫۴۷٪  برای اولین بار در بولیوی کشف شد و از نظر شکل بلور: پهن و کوتاه، رنگ: سیاه -خاکستری سیاه، شفافیت: کدر(اپاک)، شکستگی: نامساوی، جلا: فلزی، رخ: کامل - مطابق باسطح، سیستم تبلور: مونوکلینیک و در رده‌بندی سولفور است  و منشأ تشکیل آن هیدروترمال است.
همایند کانی‌شناسی (پارانژ) آن سمسیئیت - جمسونیت - بولانژریت- Sb- Pb- نمکهای سولفاته است
، از نظر ژیزمان بلوری - تجمع بلورهای پهن و کوتاه - اغلب خوشه‌ای - توده‌ای کمیاب است و بیشتر در آلمان، روسیه و بولیوی یافت می‌شود.

## منبع
- پردیس کشاورزی ایران